# Сумалаев, Гаджимурад Гасанович
Гаджимурад Гасанович Сумалаев (22 июня 1995, Бежтинский участок, Дагестан, Россия) — российский спортсмен, призёр чемпионата России по боевому самбо.

## Биография
Уроженец Бежтинского участка. Воспитанник махачкалинской СШОР по единоборствам, занимается у Тайгиба Джанбекова. 20 ноября 2016 года стал чемпионом Дагестана по самбо. В октябре 2017 года в Махачкале вновь победил на чемпионате Дагестана. 29 декабря 2022 года ему было присвоено звание мастер спорта России. 1 марта 2023 года в Перми стал бронзовым призёром чемпионата России по боевому самбо.

## Спортивные достижения
- Чемпионат России по самбо 2023 — ;